# Magda Horváth
Magda Horvát, ungersk orienterare som tog silver i stafett vid VM 1970.